# Abbaye de Saint-Polycarpe
L'abbaye de Saint-Polycarpe est une abbaye située à Saint-Polycarpe dans le département de l'Aude en France. Établie au VIIIe-IXe siècle, son nom est devenu celui du village qui s'appelait auparavant Rivograndi du ruisseau Rieugrand.

## Historique
À la suite de l'invasion de l'Espagne wisigothique par les Sarrazins à partir de 719, une immigration importante de chrétiens espagnols s'est faite en Septimanie au VIIIe siècle.
Un riche réfugié espagnol, Attala, a fondé le monastère de Saint-Polycarpe. La première trace réelle de l'existence de l'abbaye est le diplôme de Charles le Chauve en 844. Carloman a confirmé dans un diplôme daté de 881 toutes les ordonnances de ses prédécesseurs. Le roi Eudes accorde un diplôme à l'abbaye en 888.
Le patronage à saint Polycarpe avec la présence du chef-reliquaire et du reliquaire-monstrance dans l’église suggère que l’abbaye possédait au moins une relique du saint évêque de Smyrne martyrisé dans la seconde moitié du IIe siècle, et peut-être une autre de Benoît de Nursie, elle-même dans un chef-reliquaire. Les objets datant du XIVe siècle et à-priori fabriqués dans un atelier de Perpignan.
L'abbaye dépendait du roi pour le temporel et de l'archevêque de Narbonne pour le spirituel. Tombé dans un relâchement, elle a été soumise à la convoitise des seigneurs voisins. Elle a été soumise à l'abbaye d'Alet au Xe siècle. Au cours d'un concile à Narbonne, en 1091, Robert, abbé de l'abbaye de Lagrasse prétendit que l'abbaye de Saint-Polycarpe devait être soumise à la sienne. L'abbé de Lagrasse a reconnu qu'il n'avait pas un droit certain sur l'abbaye de Saint-Polycarpe. Il l'a remis à l'archevêque de Narbonne qui lui a rendu pour la posséder à perpétuité. 24 ans plus tard, l'abbé de l'abbaye d'Alet a disputé l'abbaye à Robert dans un concile tenu à Saint-Gilles. Il obtient la reconnaissance que l'abbaye dépendait de l'abbaye d'Alet, en 1116. Le pape Calixte II l'a confirmé cinq ans plus tard.
Elle est devenue indépendante en 1169 à la suite des conflits entre les abbayes d'Alet et de Lagrasse pour sa possession. En 1217, l'abbaye est soumise à la juridiction spirituelle de l'archevêque de Narbonne et de l'abbaye d'Alet. Bernard de Saint-Ferréol est abbé de Saint-Polycarpe avant d'être élu abbé d'Alet, en 1197. En 1337, Raymond est élu abbé de Saint-Polycarpe. Il refuse, en 1346, avec d'autres prélats de payer une décime demandée par Philippe de Valois au clergé pour payer la guerre de Gascogne contre les Anglais. Bernard est le dernier abbé régulier de Saint-Polycarpe qui a assisté au concile de Pise, en 1405. On connaît trois abbés commendataires, Antoine Dax, évêque d'Alet, monsieur de La Roche, aumônier de madame la duchesse de Bourgogne, monsieur de Cabanac.
Progressivement, l'abbaye va perdre des biens usurpés par les seigneurs des environs et pendant les guerres. Des terres ont été vendues pour payer la rançon de François Ier. L'abbaye a été pillée par les protestants. Il ne restait plus que sept fiefs nobles à l'abbaye et n'avait plus que 4 400 livres de revenus et devait payer 1 200 livres de charge.
Ces conflits pour la possession de l'abbaye a entraîné un relâchement de la discipline. La discipline a été rétablie avec la nomination d'Henri-Antoine de la Fitte Maria, en 1705, à l'âge de 25 ans, né à Pau de parents calvinistes. Il soutint les thèses jansénistes. Les archevêques de Narbonne n'ayant pu obtenir la rétractation des doctrines jansénistes par les moines de l'abbaye ont prononcé la destruction de la communauté.
Par lettres patentes, le roi a prononcé l'extinction totale du monastère de Saint-Polycarpe le 14 août 1771. Les biens de l'abbaye sont passés au séminaire de Narbonne dirigé par les pères lazaristes. La bibliothèque de l'abbaye a été transportée à l'hospice de Limoux. Dom Pierre Valès a refusé de quitter l'abbaye et en est resté le seul moine. Il a été assassiné dans l'église abbatiale dans la nuit du 6 avril 1773 par le jardinier du couvent à la suite d'un vol qui aurait mal tourné, le coupable a été pendu sur la place publique.

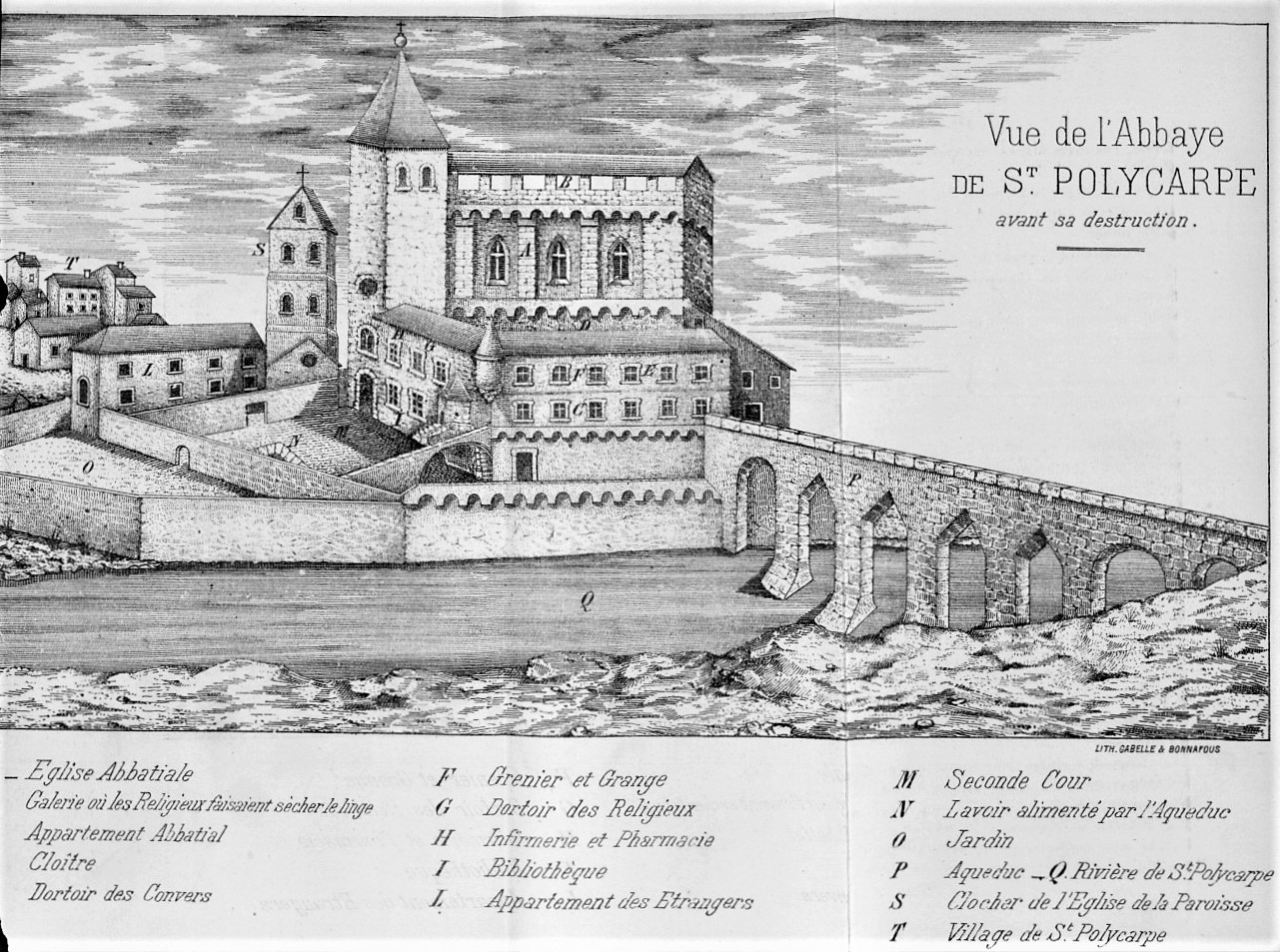
Vue de l'abbaye de Saint-Polycarpe avant sa destruction.

Le monastère et les terres qui en dépendaient ont été vendues le 18 février 1791 comme biens nationaux à un marchand chaudronnier de la ville de Limoux, le sieur Brousses, pour la somme de 22 000 livres. La famille Brousses en est restée propriétaire pendant plus d'un demi-siècle, puis la propriété a été achetée par des marchands de biens qui l'ont revendue en parcelles à des habitants de Saint-Polycarpe et des communes voisines.
L'église abbatiale est devenue l'église paroissiale. L'ancienne église paroissiale a été vendue en 1817 et convertie en bâtiment rural.
Un incendie, le 13 juillet 1891, a brûlé une partie des bâtiments conventuels.
L'édifice est inscrit au titre des monuments historiques en 1990.

## Description
Autrefois les bâtiments de l'abbaye étaient disposés autour du cloître. Des éléments de ce cloître subsistent sur le côté sud de l'église. Raymond Estreille a rapproché ce cloître de celui de l'abbaye de Saint-Hilaire.
L'église actuelle remonte au XIIe siècle appelée de la Purification et dédiée à la Vierge. Il subsiste d'un premier bâtiment deux devants d'autel préromans. L'église à nef unique est précédée d'un clocher-porche. Elle a été couverte d'une voûte d'arêtes postérieurement.
Un important décor de peintures murales de l'époque romane a été mis au jour en 1972 qui a été mentionné dans un article de Marcel Durliat, en 1977. Il a été inspiré par l'Apocalypse de Jean.

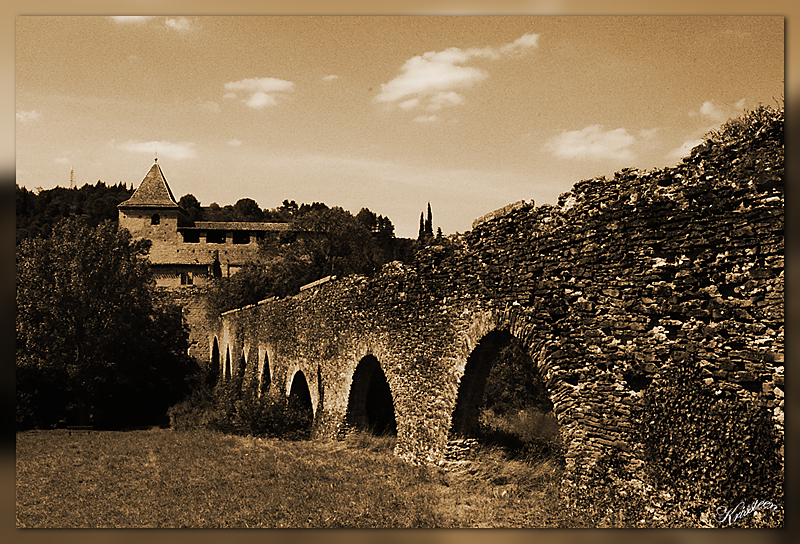
L'aqueduc construit par les moines afin d'apporter l'eau au monastère.
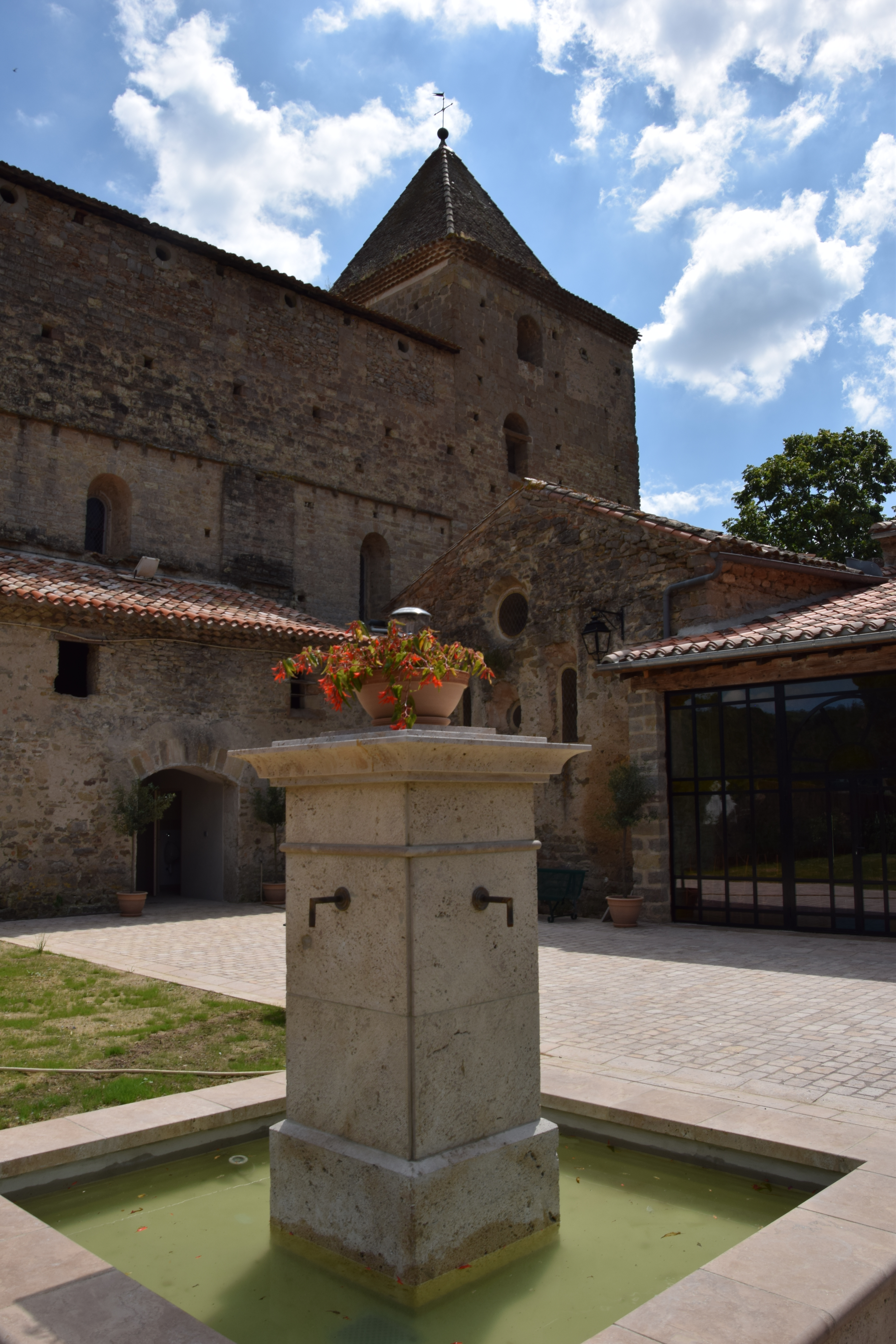
L'abbatiale de Saint-Polycarpe.
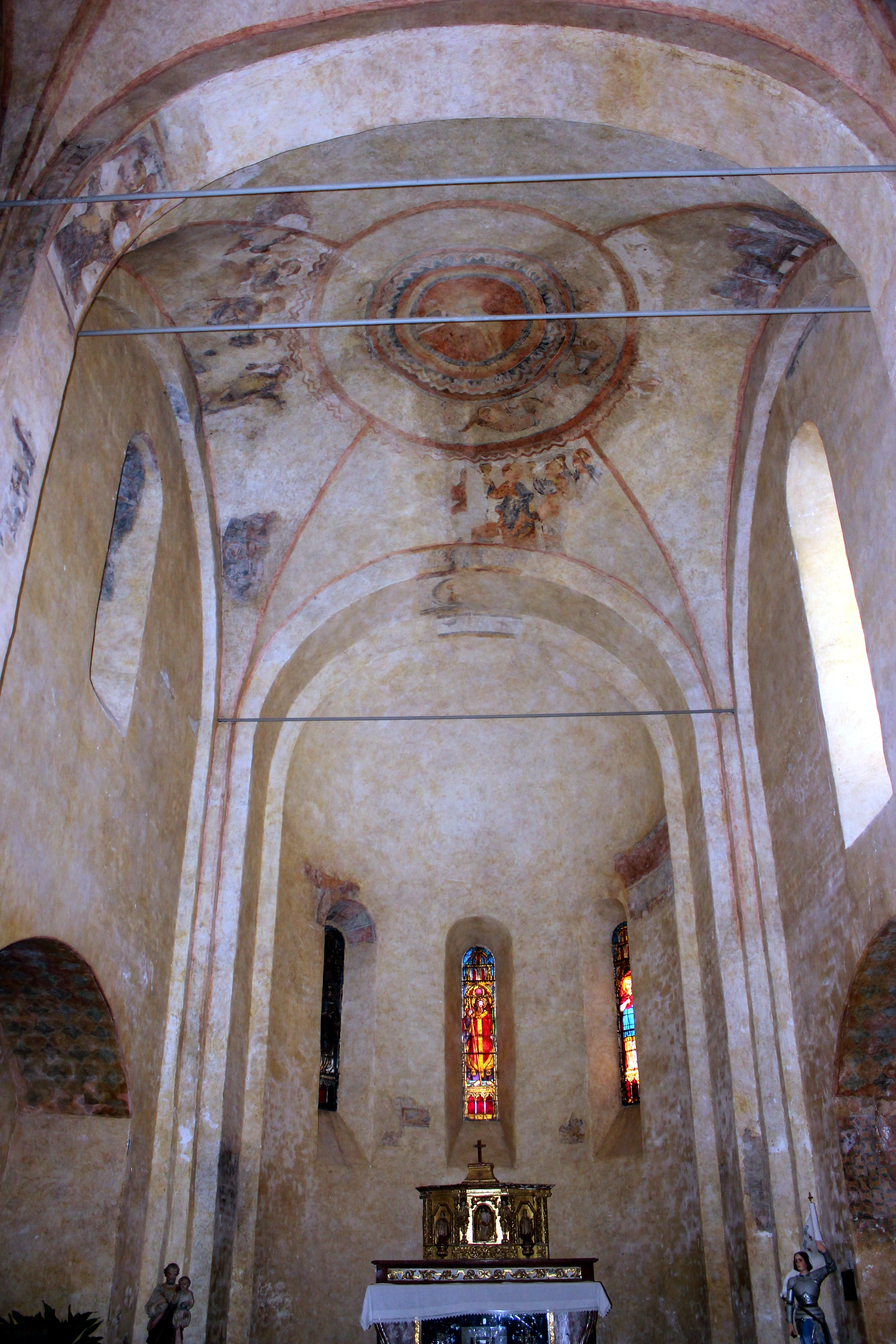
L'abside et les vestiges des peintures murales.
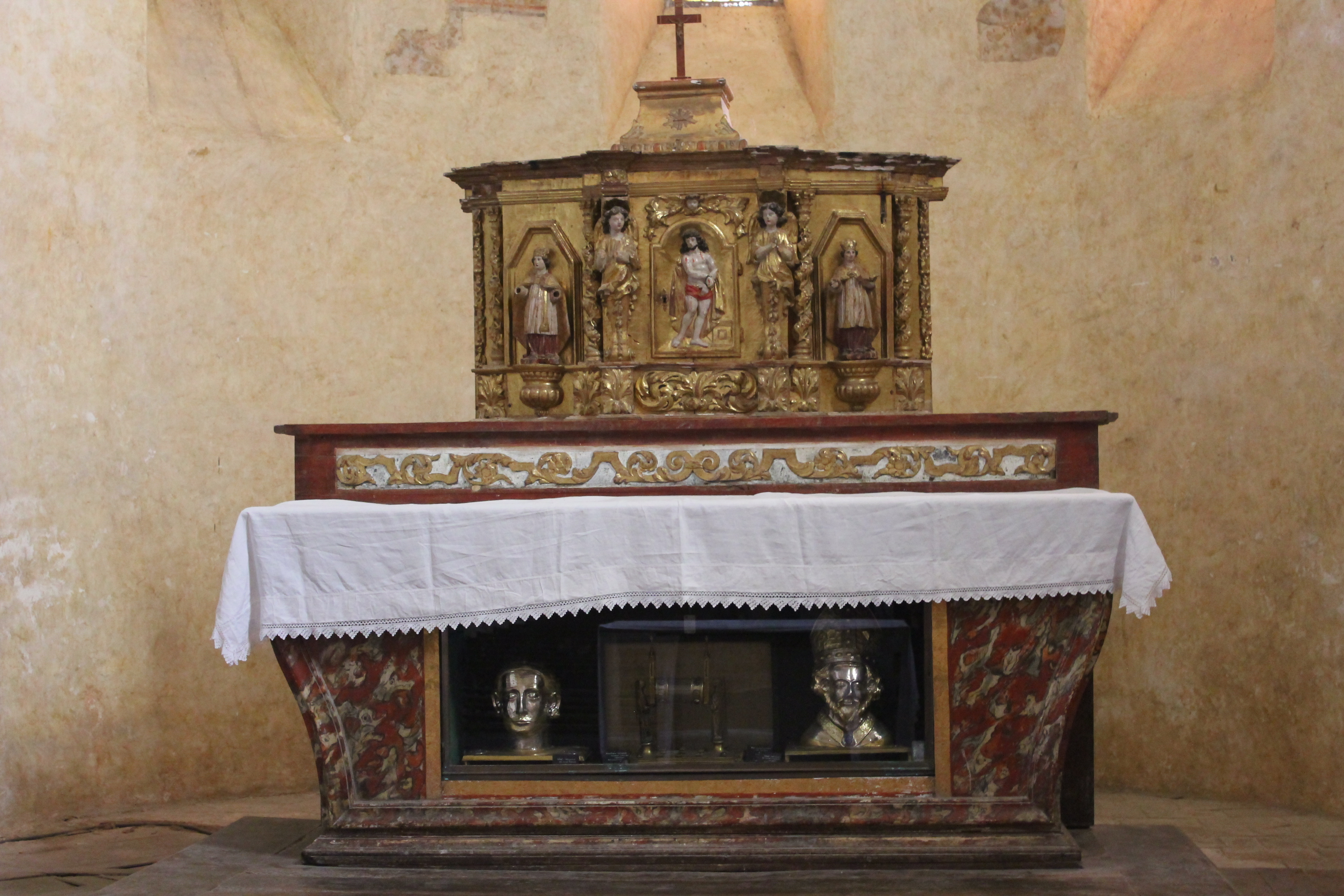
Chefs-reliquaires de saint Benoît  et de saint Polycarpe sous le maître-autel.